# Cikava, Grosuplje
Cikava je vas v Občini Grosuplje.